# Raïon de Mezen
Le raïon de Mezen (en russe : Мезе́нский райо́н, Mezenski raïon) est une subdivision administrative (raïon) et une municipalité (okroug municipal) de l'oblast d'Arkhangelsk dans le Nord de la Russie européenne. Raïon le plus au nord de l'oblast continental (hors Nénétsie), il est baigné par la mer Blanche. Son centre administratif est la ville de Mezen, et il compte en tout 54 localités. Sa population s'élevait à 7 248 habitants en 2023.

## Géographie
Le raïon se situe dans l'oblast d'Arkhangelsk, un sujet de la fédération de Russie situé dans le Nord de la Russie européenne. Le sujet fait partie du district fédéral du Nord-Ouest, et il est inclus comme tout l'oblast dans la région du Nord. Comme tout l'oblast, il est situé dans le fuseau horaire MSK (heure de Moscou). Le décalage horaire appliqué par rapport au temps universel coordonné est +03:00.

## Anciennes municipalités
Depuis 2022, le raïon a le statut d'okroug municipal, c'est-à-dire qu'il n'y a aucune municipalité dans ses frontières. Le raïon comprenait de 2004 à 2022 des municipalités. Avec le dernier découpage avant suppression en 2015 (avec un mineur en 2021), il y avait 2 établissements urbains et 10 (puis 9 en 2021) établissements ruraux,.
| Municipalités de 2015 à 2022 | Municipalités de 2015 à 2022 | Municipalités de 2015 à 2022 | Municipalités de 2015 à 2022 | Municipalités de 2015 à 2022        | Municipalités de 2015 à 2022 |
| Municipalités                | Nom russe                    | Population Recensement 2021  | Superficie (km²)             | Centre administratif                | Localités                    |
| Établissements urbains       | Établissements urbains       | Établissements urbains       | Établissements urbains       | Établissements urbains              | Établissements urbains       |
| ---------------------------- | ---------------------------- | ---------------------------- | ---------------------------- | ----------------------------------- | ---------------------------- |
| Belogorski                   | Каменское                    | 1699                         | 1126.00                      | Kamenka                             | 7                            |
|                              | Мезенское                    | 3044                         | 1057.00                      | Mezen                               | 6                            |
| Établissements ruraux        |                              |                              |                              |                                     |                              |
| Bytchié                      | Быченское                    | 420                          | 3230.50                      | Bytchié                             | 8                            |
| Dolgochtchelié               | Долгощельское                | 495                          | 2389.00                      | Dolgochtchelié                      | 3                            |
| Dorogorskoïe                 | Дорогорское                  | 369                          | 604,90                       | Dorogorskoïe                        | 3                            |
| Jerd                         | Жердское                     | 105                          | 279,90                       | Jerd                                | 5                            |
| Zaretchenskoïe               | Зареченское                  | 280                          | 1043.60                      | Kozmogorodskoïe puis Zaretchenskoïe | 10                           |
| Kozmogorodskoïe              | Козьмогородское              | 142                          | 763,70                       | Kozmogorodskoïe puis Zaretchenskoïe | 5                            |
| Koïda                        | Койденское                   | 334                          | 2364.00                      | Koïda                               | 4                            |
| Routchi                      | Ручьёвское                   | 187                          | 3072.00                      | Routchi                             | 3                            |
| Sovpolié                     | Совпольское                  | 192                          | 3821.00                      | Tchijgora                           | 4                            |
| Soïana                       | Соянское                     | 272                          | 4463.00                      | Soïana                              | 2                            |
| Tselegora                    | Целегорское                  | 174                          | 541.40                       | Tselegora                           | 4                            |

## Localités
Le raïon possède 54 localités. La population des localités rurales est donnée selon les estimations de 2012, des localités urbaines (villes et communes urbaines) selon le recensement de 2021,.
| Liste des localités | Liste des localités | Liste des localités | Liste des localités | Liste des localités | Liste des localités                 |
| N°                  | Localité            | Nom russe           | Statut              | Population          | Ancienne municipalité               |
| ------------------- | ------------------- | ------------------- | ------------------- | ------------------- | ----------------------------------- |
| 1                   | Abramovski          | Абрамовский         | cap                 | 0                   | Dolgochtchelié                      |
| 2                   | Azapolié            | Азаполье            | hameau              | 112                 | Tselegora                           |
| 3                   | Bakovskaïa          | Баковская           | hameau              | 33                  | Bytchié                             |
| 4                   | Bereznik            | Березник            | hameau              | 92                  | Kozmogorodskoïe puis Zaretchenskoïe |
| 5                   | Bor                 | Бор                 | hameau              | 0                   | Mezenskoïe                          |
| 6                   | Bytchié             | Бычье               | hameau              | 507                 | Bytchié                             |
| 7                   | Voronovski          | Вороновский         | phare               | 0                   | Koïda                               |
| 8                   | Dolgochtchelié      | Долгощелье          | village             | 617                 | Dolgochtchelié                      |
| 9                   | Dorogorskoïe        | Дорогорское         | village             | 490                 | Dorogorskoïe                        |
| 10                  | Iezevets            | Езевец              | hameau              | 54                  | Bytchié                             |
| 11                  | Ielkino             | Елкино              | hameau              | 26                  | Bytchié                             |
| 12                  | Jerd                | Жердь               | village             | 185                 | Jerd puis Zaretchenskoïe            |
| 13                  | Joukova             | Жукова              | hameau              | 0                   | Jerd puis Zaretchenskoïe            |
| 14                  | Zaakakourié         | Заакакурье          | hameau              | 73                  | Mezenskoïe                          |
| 15                  | Zaozerié            | Заозерье            | hameau              | 106                 | Mezenskoïe                          |
| 16                  | Zaton               | Затон               | possiolok           | 0                   | Kamenskoïe                          |
| 17                  | Intsy               | Инцы                | hameau              | 6                   | Routchi                             |
| 18                  | Kalino              | Калино              | hameau              | 45                  | Bytchié                             |
| 19                  | Kamenka             | Каменка             | possiolok           | 1847                | Kamenskoïe                          |
| 20                  | Kariepolié          | Карьеполье          | hameau              | 122                 | Sovpolié                            |
| 21                  | Kepino              | Кепино              | possiolok           | 0                   | Soïana                              |
| 22                  | Kiltsa              | Кильца              | hameau              | 76                  | Kozmogorodskoïe puis Zaretchenskoïe |
| 23                  | Kimja               | Кимжа               | hameau              | 134                 | Dorogorskoïe                        |
| 24                  | Kozmogorodskoïe     | Козьмогородское     | hameau              | 130                 | Kozmogorodskoïe puis Zaretchenskoïe |
| 25                  | Koïda               | Койда               | village             | 367                 | Koïda                               |
| 26                  | Korchakovo          | Коршаково           | possiolok           | 0                   | Kamenskoïe                          |
| 27                  | Lampojnia           | Лампожня            | hameau              | 116                 | Mezenskoïe                          |
| 28                  | Loban               | Лобан               | hameau              | 6                   | Bytchié                             |
| 29                  | Maïda               | Майда               | hameau              | 90                  | Koïda                               |
| 30                  | Megra               | Мегра               | hameau              | 39                  | Routchi                             |
| 31                  | Mézen               | Мезень              | ville               | 2874                | Mezenskoïe                          |
| 32                  | Mélogora            | Мелогора            | hameau              | 53                  | Tselegora                           |
| 33                  | Morjovets           | Моржовец            | île                 | 0                   | Koïda                               |
| 34                  | Morozilka           | Морозилка           | possiolok           | 0                   | Kamenskoïe                          |
| 35                  | Mosseïevo           | Мосеево             | hameau              | 79                  | Bytchié                             |
| 36                  | Nija                | Нижа                | hameau              | 0                   | Dolgochtchelié                      |
| 37                  | Okoulovski          | Окуловский          | possiolok           | 0                   | Kamenskoïe                          |
| 38                  | Petrova             | Петрова             | hameau              | 7                   | Jerd puis Zaretchenskoïe            |
| 39                  | Petrovka            | Петровка            | hameau              | 0                   | Kamenskoïe                          |
| 40                  | Pechichtche         | Печище              | hameau              | 7                   | Kozmogorodskoïe puis Zaretchenskoïe |
| 41                  | Pogorelets          | Погорелец           | hameau              | 42                  | Kozmogorodskoïe puis Zaretchenskoïe |
| 42                  | Routchi             | Ручьи               | village             | 225                 | Routchi                             |
| 43                  | Safonovo            | Сафоново            | hameau              | 149                 | Bytchié                             |
| 44                  | Siomja              | Сёмжа               | hameau              | 5                   | Mezenskoïe                          |
| 45                  | Sovpolié            | Совполье            | hameau              | 39                  | Sovpolié                            |
| 46                  | Sokolovo            | Соколово            | hameau              | 10                  | Sovpolié                            |
| 47                  | Soïana              | Сояна               | hameau              | 401                 | Soïana                              |
| 48                  | Timochtchelié       | Тимощелье           | hameau              | 0                   | Dorogorskoïe                        |
| 49                  | Oust-Niafta         | Усть-Няфта          | hameau              | 1                   | Jerd puis Zaretchenskoïe            |
| 50                  | Oust-Pioza          | Усть-Пёза           | hameau              | 6                   | Jerd puis Zaretchenskoïe            |
| 51                  | Tselegora           | Целегора            | hameau              | 74                  | Tselegora                           |
| 52                  | Tchersova           | Черсова             | hameau              | 0                   | Tselegora                           |
| 53                  | Tchetsa             | Чеца                | hameau              | 0                   | Kamenskoïe                          |
| 54                  | Tchijgora           | Чижгора             | hameau              | 195                 | Sovpolié                            |